# Кушай, Хамит Зюбеир
Хамит Зюбеир Кушай (баш. Абдулхәмит Зөбәйер Ҡушай, тур. Hamit Zübeyir Koşay, тат. Хәмит Зөбәер Кошай; 1897—1984) — турецкий востоковед-тюрколог, этнограф, археолог, доктор философии (1923), первый директор Этнографического Музея Анкары.

## Биография
Абдулхамит Зубейир родился в 1897 году в деревне Сарайли-Мин Байларской волости Мензелинского уезда Уфимской губернии (ныне деревня Тлянче-Тамак, Тукаевского района Республики Татарстан). Его семья переехала в эту деревню из деревни Тамьян Иректинской волости. Имеются указания как на его происхождение из мензелинских башкир, так и из татар, а также на принадлежность к татарской нации.
Дед Хамита по отцовской линии Абдулджаббар-хазрет был известным религиозным деятелем и учёным своего времени. От его второго сына — Губайдуллы и Нуризады родился Абдулхамит Зюбейир, которого назвали в честь османского султана Абдулхамита II (1876—1909).
В 1909 году по ходатайству родственника по материнской линии — Р. Фахретдина был направлен на учёбу в город Стамбул. Но по прибытии в столицу Османской империи — отправлен в город Салоники в школу-интернат (филиал лицея Галатасарай). Среднюю школу окончил в Стамбуле, в лицее для детей эмигрантов. Затем поступил в Стамбульскую учительскую школу. В 1916 году, окончив эту школу, стал её преподавателем.
В 1917 году направлен на учёбу в Венгрию, где обучался в учительской семинарии имени Йожефа Этвёша в Будапеште, из которой перешёл в Будапештский университет, где работал под руководством Дьюлы Немета и Золтана Гомбоча, в 1923 году защитил диссертацию по филологии и тюркологии на тему «Турецкие названия оружия» и получил степень доктора философии. Сохранив на всю жизнь благодарность своим венгерским наставникам, много сделал для венгерско-турецких научных и культурных связей. С 1924 года стажировался в Берлинском университете в области тюркского языкознания под руководством Вилли Банг-Каупа.
В 1925 году вернулся в Турцию. Был назначен инспектором в Министерство просвещения Турции. Вскоре стал директором Департамента культуры, музеев античности и библиотек Министерства просвещения.
Будучи в почёте у лидера молодой турецкой республики, этнограф и археолог Зюбеир Кушай являлся одним из наиболее влиятельных татар в политике Турции своего времени. С прямой помощью Ататюрка он достигает больших успехов в этой стране, становится одним из признанных во всем мире ученых по вопросам археологии, этнографии и фольклора.
В 1927 году основал Этнографический музей в городе Анкаре и стал его первым директором (до 1929 года). В 1929—1949 годах генеральный директор Департамента античного искусства и музеев. При этом Зубеир Кушай оказывал большое влияние на развитие культуры и науки турецкого народа. Опубликовал брошюру «Мы должны сохранить наши исторические памятники» (тур. Tarihi abidelerimizi koruyalim; 1932). Руководил рядом археологических и этнографических экспедиций.
В 1950—1962 годах вновь директор Этнографического музея города Анкары. После выхода на пенсию, ещё 2 года проработал исполняющим обязанностями Этнографического музея и пять лет служил штатным советником генерального директора Департамента античного искусства и музеев Министерства культуры.
Состоял в различных национальных и международных научных обществах, в том числе в Турецком историческом обществе (1931) и Ассоциации турецкого языка (1932).
Хамит Зюбейир Кушай скончался 2 октября 1984 года от сердечного приступа. Похоронен на кладбище «Джебеджи Асри Мезарлыгы» города Анкары.

## Научная деятельность
Доктор философии Хамит Зюбейир Кушай является автором более 100 научных работ по этнографии, фольклору, археологии, истории древних культур и цивилизаций, музееведению и архивному делу.
Среди научных трудов были «Традиции карачаево-балкарских тюрок, связанные с животноводством», «Названия блюд в турецких наречиях», «Материальная культура древнейших цивилизаций», «Что такое фольклор?», «Мадьярская музыка», «Финский национальный эпос „Калевала“», «Народное творчество казах-киргизов», «Об этногенезе тюрков Волго-Уральского региона», «Протобулгары», «Древний период истории венгров», «Письменность тюрков: история и современность», «Размышления по поводу исторических воззрений Ататюрка», «Государственные и частные архивы, закон об архивном деле», «Археологические раскопки в период президентства Ататюрка» и другие.

## Творческая деятельность
Хамит Зюбейир Кушай является автором рассказов «Девять историй» (1929), «Цилиндровый камень» (1947), «Джинджик» (1973). Последний из этих рассказов увидел свет в англоязычной версии под его настоящим именем, турецкий оригинал был опубликован под псевдонимом Шарафетдин Ышык. А стихи Хамит Кушай печатал под литературным псевдонимом Тамьянлы восходящим к башкирскому этнониму Тамьян.

## Награды и звания
- медаль «50 лет на службе Министерства культуры Турецкой Республики»;
- медаль «50-летие со дня образования Турецкого исторического общества»;
- почётным знак Стамбульского общества музееведов «Старейший музеист»;
- звание «Лучший фольклорист» (1980).